# Spaljena zemlja
Spaljena zemlja naziv je za vojnu strategiju kojom se - tijekom napredovanja ili povlačenja namjerno uništava sve što bi moglo poslužiti neprijatelju. Ime je dobilo po tome što je u svojim najranijim oblicima uključivala spaljivanje poljoprivrednih usjeva kako ih neprijatelj ne bi mogao koristiti kao izvor hrane. Danas se pod time podrazumijeva ne samo uništavanje zaliha hrane, goriva i drugih namirnica nego i mostova, željezničkih pruga, elektrana, telekomunikacijskih uređaja, zrakoplovnih pista, luka i drugih oblika infrastrukture, a što bi za cilj imalo izazvati što veće probleme u neprijateljskoj logistici i usporiti njegovo napredovanje. 
Strategiju spaljene zemlje obično uporabljuje strana koja je brojčano, tehnički ili na neki drugi način inferiorna neprijatelju. Cilj joj je tjeranje logistički iscrpljenog neprijatelja na povlačenje s vlastitog teritorija ili usporavanje njegovog napredovanja kako bi se skupilo vrijeme i sredstva za protuudar. Kao jedan od prvih primjera se navodi Herodotov opis načina na koji su Skiti natjerali perzijskog kralja Darija Velikog da povuče vojsku iz njihove zemlje. Među najpoznatije primjere takve strategije jest rusko povlačenje pred Napoleonom 1812. godine, kinesko povlačenje pred Japancima krajem 1930-ih te Staljinova strategija kojom su Sovjeti 1941. nastojali zaustaviti operaciju Barbarossa.
Od strategije spaljene zemlje valja razlikovati namjerno uništavanje poljoprivrednih usjeva i druge infrastrukture koje se za vrijeme kaznenih ekspedicija provodi nad civilnim stanovništvom u svrhu njegove pacifikacije ili drugih čisto političkih razloga. Međutim, postoje slučajevi kada je teško razlučiti jedno od drugog, a za što se kao primjer navodi Shermanov marš u američkom građanskom ratu.

## Povezani članak
- Totalni rat